# Cecil Womack
Cecil Womack (25. září 1947 Cleveland, Ohio, USA – 1. února 2013) byl americký zpěvák. Jeho staršími bratry byli zpěváci Friendly Womack (* 1941), Curtis Womack (* 1943) Bobby Womack (1944–2014) a Harry Womack (* 1945), se kterými tvořil skupinu The Valentinos. V letech 1967–1977 byla jeho manželkou zpěvačka Mary Wells. Později byla jeho manželkou dcera zpěváka Sama Cookea jménem Linda, se kterou tvořil duo Womack & Womack. Jejich největším hitem byla píseň „Teardrops“.